# Niccolò Piccinino
Niccolò Piccinino (Perugia, 1386-Cusago, 1444) fue un conocido condotiero italiano.
Corto de estatura, cojo y débil de salud, combatió siempre con valentía hasta el punto de la temeridad. Pleno de recursos, nunca se vino abajo tras una derrota. Cruel y tracionero, su único objetivo fue su propio beneficio.

## Biografía
Hijo de un carnicero perusino, comenzó su carrera militar al servicio de Braccio da Montone que por aquellos entonces participaba en una campaña contra Perugia y a la muerte del mismo se erigió en el líder de su Condota.
Después de servir un breve período bajo la bandera de la República de Florencia fue contratado por Filippo Maria Visconti, duque de Milán (1425) a cuyo servicio y junto a Niccolò Fortebraccio, combatió en las guerras de Lombardía contra la coalición del Papa Eugenio IV, Venecia y Florencia.
Tras varias victorias sobre las fuerzas de la coalición (entre ellas la batalla de Delebio en 1432) se convirtió en el único al mando de las fuerzas de Visconti debido a las muertes de Fortebraccio y Fiordimonte a manos de Francisco Sforza quien comandaba las tropas papales.
En 1438, durante la guerra entre la República de Venecia y el Ducado de Milán, Piccinino intentó tomar la ciudad de Brescia en Lombardía, pero sus planes se vieron desbaratados por la intervención de Scaramuccia da Forlì al mando de los ejércitos venecianos. En 1439, Piccinino de nuevo se enfrenta varias veces en Lombardía contra los ejércitos liderados por Sforza que por aquellos entonces estaba al servicio de Venecia.
Posteriormente fue enviado a Umbría por el duque de Milán donde fue derrotado por Sforza en la batalla de Anghiari (1440). Más tarde, de nuevo en Lombardía consigue derrotar a las fuerzas de Sforza en Martinengo y además hace prisionero al propio Sforza reclamando Piacenza en propiedad como premio por la captura del mismo.
Tras un acuerdo con el duque de Milán, Sforza fue liberado y se marchó a la región de Marcas donde erigió su propio poder independiente. Piccinino recibió el mandato del duque de ir a Marcas y combatir a Sforza. Inicialmente fue derrotado y herido en Montealuro y cuando estaba preparando una contraofensiva fue reclamado para volver a Milán y en su ausencia su ejército fue nuevamente vencido.
Finalmente falleció en 1444 dejando dos hijos: Jacopo y Francesco que siguieron los pasos de su padre y se convirtieron ambos en condotieros.